# نيفالدو ألفيس فريتاس سانتوس
نيفالدو ألفيس فريتاس سانتوس (بالبرتغالية: Nivaldo Alves Freitas Santos‏) (مواليد 10 يوليو 1988)، يشتهر بـنيفالدو، هو لاعب كرة قدم من الرأس الأخضر يلعب حاليًا لصالح نادي تيبليتسه التشيكي.

## روابط خارجية
- صفحة اللاعب على Zerozero
- صفحة اللاعب على ForaDeJogo
- نيفالدو ألفيس فريتاس سانتوس على موقع الاتحاد الدولي (مؤرشف)  (الإنجليزية)
- نيفالدو ألفيس فريتاس سانتوس على موقع قاعدة بيانات كرة القدم.إي يو (الإنجليزية)
- نيفالدو ألفيس فريتاس سانتوس على موقع ناشيونال فوتبول تيمز (الإنجليزية)
- نيفالدو ألفيس فريتاس سانتوس على موقع Soccerway.com (الإنجليزية)
- نيفالدو ألفيس فريتاس سانتوس على موقع AS.com (الإسبانية)
- صفحة اللاعب على سوكرواي